# Bloc de poudre
 (juillet 2016).
Si vous disposez d'ouvrages ou d'articles de référence ou si vous connaissez des sites web de qualité traitant du thème abordé ici, merci de compléter l'article en donnant les références utiles à sa vérifiabilité et en les liant à la section « Notes et références ».
Un bloc de poudre, dans le domaine de l'astronautique, est un bloc de propergol solide, coulé dans une enveloppe ou préformé, dont la forme interne du bloc est conçue pour que l'évolution de la surface de combustion permette au "moteur" de développer la poussée attendue, au fur et à mesure de la combustion. Selon la forme initiale de la chambre de combustion la poussée pourra rester constante ou varier dans le temps.

## Terminologie
Les termes correspondants en anglais sont propellant grain et grain.
Les termes de bloc de poudre préformé désignent un bloc de poudre moulé préalablement au chargement. Dans ce cas, les termes correspondants en anglais sont formed grain et pressed grain.